# Riki Sorsa
Esko Richard Sorsa (Helsinki, 26 de diciembre de 1952-10 de mayo de 2016) conocido artísticamente como Riki Sorsa, fue un cantante suecofinlandés. Fue conocido por sus sencillos "Muuttohaukka", "Haaveissa vainko oot mun", "Joki", "Myrskyn silmä" y "Reggae OK", siendo esta última con la que participó en el Festival de Eurovisión 1981.

## Carrera
Empezó su carrera musical tocando en bandas como The Zoo y Jig-Saw en 1975. Al comenzar la década de 1980, inició su carrera en solitario, publicando su primer álbum de estudio en 1981 titulado Changing Tunes. Su tercer disco homónimo de 1983, fue el primero interpretado íntegramente en finlandés.
En 1981, Sorsa participó en la final nacional finlandesa para elegir al siguiente representante de dicho país en el Festival de Eurovisión de ese año con la canción "Reggae OK". Él consiguió alcanzar el primer lugar en dicha competencia, dándole el derecho de participar en el certamen europeo, donde finalizó en el 16° puesto de entre 20 países, con sólo 27 puntos.

## Vida personal
A fines de marzo de 2006, Sorsa fue diagnosticado de cáncer de esófago. Dicha noticia provocó que Sorsa cesara su carrera musical, aunque en 2007 durante una entrevista, él declaró haberse mejorado de dicha enfermedad. Los tratamientos a los que se ha tenido que someter el músico, llevaron a que su salud se deteriorara y que se viera obligado a usar un audífono.
En 2008, Sorsa fue beneficiado por un programa del gobierno que le otorgó una pensión por ser artista. El 15 de noviembre de ese mismo año, él volvió a pisar los escenarios luego de tres años sin poder presentarse.
Está casado y tiene dos hijos: Rasmus y Rufus. Su madre, Margaretha von Bahr, es una conocida bailarina y coreógrafa finlandesa.

## Discografía

### Álbumes de estudio
Con The Zoo
- The Zoo Hits Back (1975)

Como solista
- Changing Tunes (1981)
- Desert of Love (1982)
- Riki Sorsa (1983)
- This is the Night (edellinen englanninkielisenä, 1983)
- Kellot ja peilit (1984, CD 1985)
- Myrskyn silmä (1986)
- Roomanpunaista (1989)
- Silmiisi sun (1992)
- Riki Sorsa & Leirinuotio-orkesteri (1993)
- Pieniä asioita (1994)
- Suolaista ja makeaa (1996)
- Valoa (2000)